# Maison de la Chancellerie
La maison de la Chancellerie est un édifice situé à Orléans dans le Loiret en région Centre-Val de Loire.

## Géographie
La maison de la Chancellerie est située sur la place du Martroi, dans le centre-ville d'Orléans.

## Histoire
La maison est classée au titre des monuments historiques par arrêté du 14 janvier 1932 et par arrêté du 16 septembre 1941.